# Promontorium Agarum

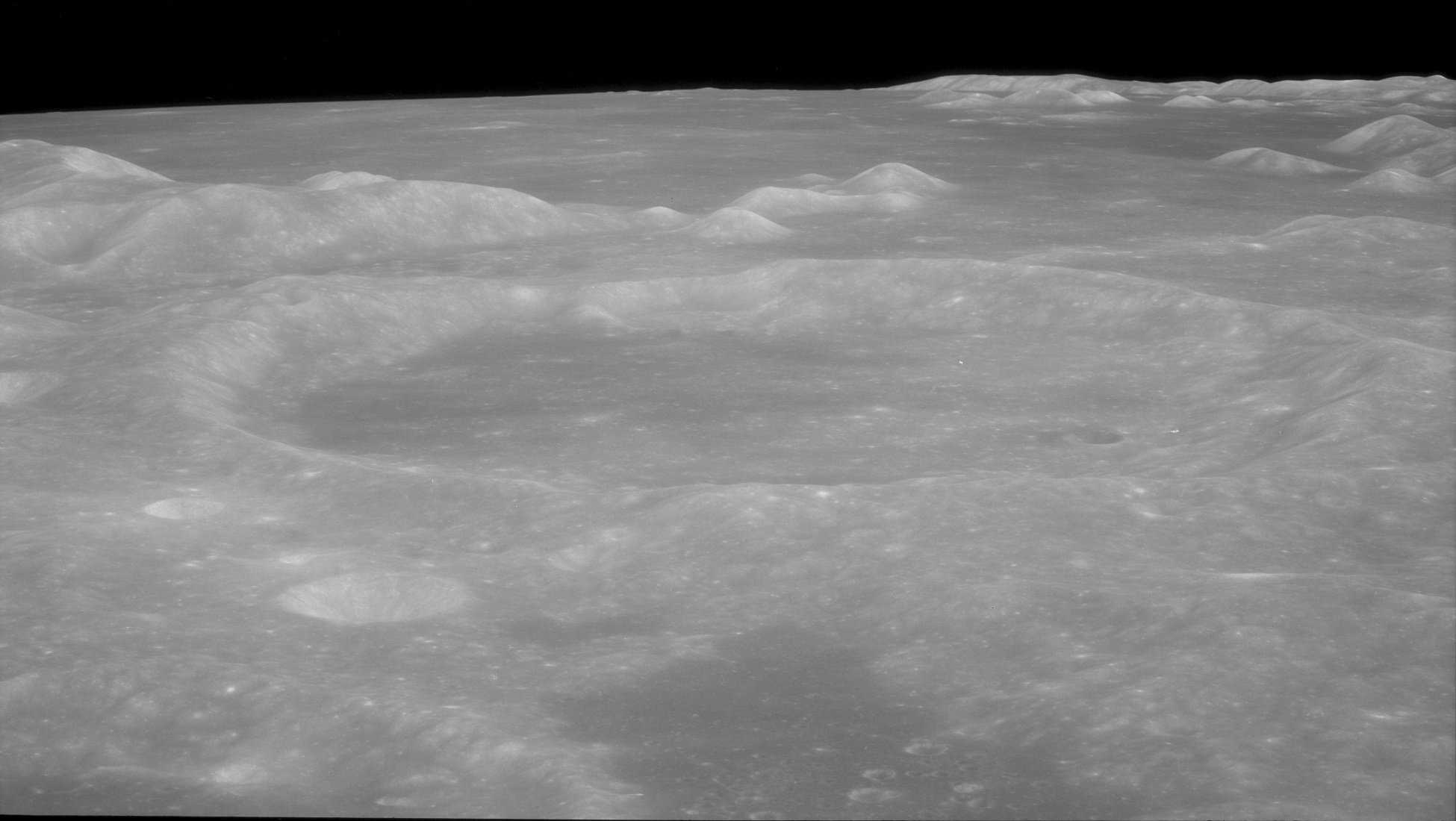
Esta vista desde el Apolo 11 muestra el cráter Condorcet con el Promontorium Agarum en la parte superior izquierda y el Mare Crisium al fondo

El Promontorium Agarum es un  elevado  cabo montañoso que sobresale en el sureste del Mare Crisium, localizado en la cara visible de la Luna. Se introduce unos 40 km en el mar y su ancho es de unos 80   km.

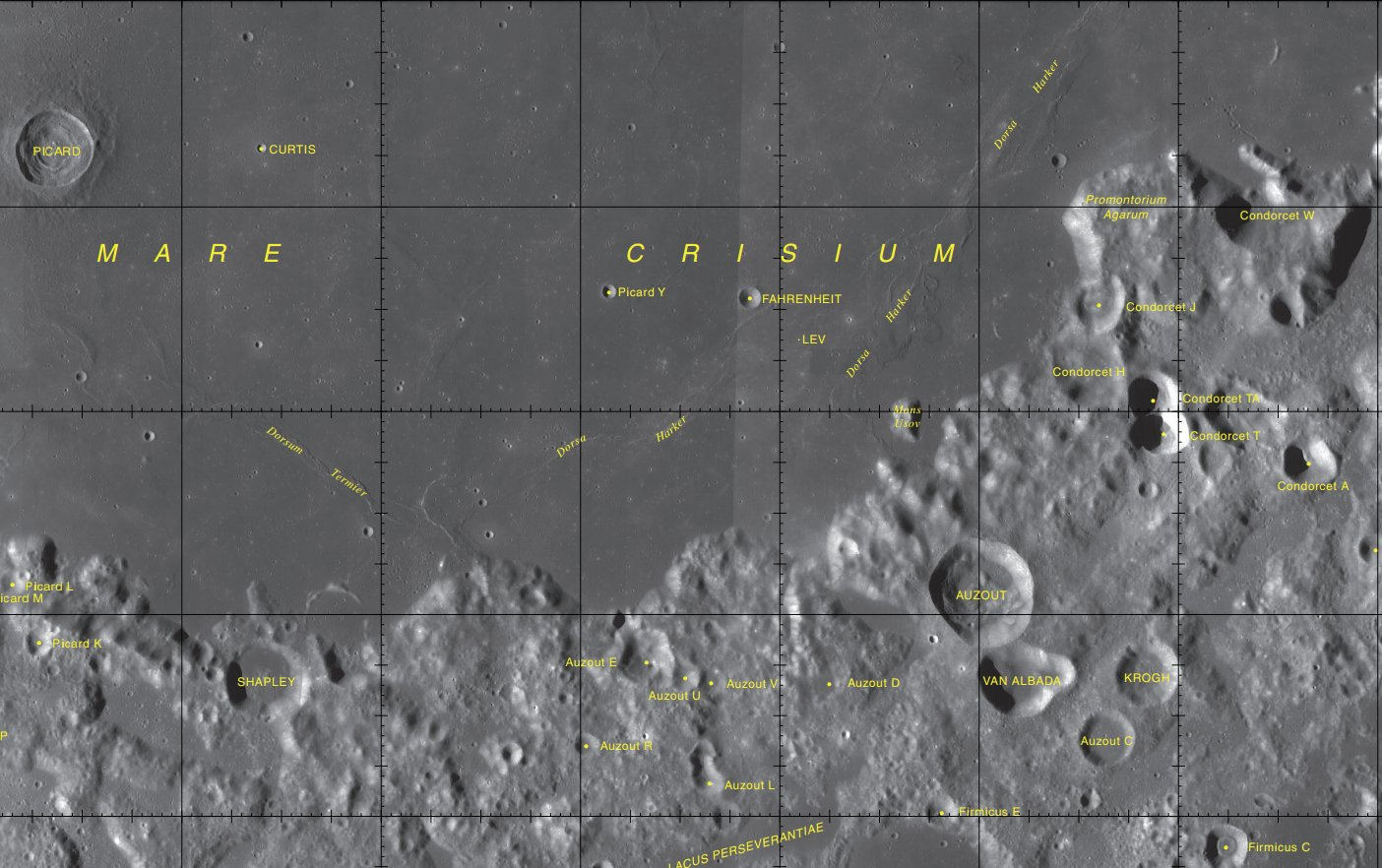
Localización del Promontorium Agarum (cuadrante superior derecho de la imagen)

Sus Coordenadas selenográficas son 13°31′N 65°26′E / 13.52, 65.44.

## Origen del nombre
El Promontorium Agarum fue nombrado en 1647 por Johannes Hevelius, quien inició el uso de asignar nombres de rasgos geográficos terrestres a los lunares.
Obtuvo el nombre griego antiguo de un cabo en la costa norte del Mar de Azov - probablemente el Berdiansk Spit o el Fedotova Spit según sus denominaciones actuales. Es uno de los cuatro elementos del relieve lunar características que conserva el nombre que le dio Hevelius.